# Move On (film fra 1917)
Move On er en amerikansk stumfilm fra 1917.

## Medvirkende
- Harold Lloyd som Chester Fields
- Snub Pollard
- Bebe Daniels
- W.L. Adams
- William Blaisdell